# Lijst van nummer 1-hits in Canada in 2015
Deze hits stonden in 2015 op nummer 1 in de Canadian Hot 100, de bekendste hitlijst in Canada.
| Datum        | Artiest                       | Titel                           |
| ------------ | ----------------------------- | ------------------------------- |
| 3 januari    | Taylor Swift                  | Blank Space                     |
| 10 januari   | Mark Ronson & Bruno Mars      | Uptown funk!                    |
| 17 januari   | Mark Ronson & Bruno Mars      | Uptown funk!                    |
| 24 januari   | Mark Ronson & Bruno Mars      | Uptown funk!                    |
| 31 januari   | Mark Ronson & Bruno Mars      | Uptown funk!                    |
| 7 februari   | Mark Ronson & Bruno Mars      | Uptown funk!                    |
| 14 februari  | Mark Ronson & Bruno Mars      | Uptown funk!                    |
| 21 februari  | Mark Ronson & Bruno Mars      | Uptown funk!                    |
| 28 februari  | Mark Ronson & Bruno Mars      | Uptown funk!                    |
| 7 maart      | Mark Ronson & Bruno Mars      | Uptown funk!                    |
| 14 maart     | Mark Ronson & Bruno Mars      | Uptown funk!                    |
| 21 maart     | Mark Ronson & Bruno Mars      | Uptown funk!                    |
| 28 maart     | Mark Ronson & Bruno Mars      | Uptown funk!                    |
| 4 april      | Mark Ronson & Bruno Mars      | Uptown funk!                    |
| 11 april     | Mark Ronson & Bruno Mars      | Uptown funk!                    |
| 18 april     | Mark Ronson & Bruno Mars      | Uptown funk!                    |
| 25 april     | Wiz Khalifa & Charlie Puth    | See you again                   |
| 2 mei        | Wiz Khalifa & Charlie Puth    | See you again                   |
| 9 mei        | Wiz Khalifa & Charlie Puth    | See you again                   |
| 16 mei       | Wiz Khalifa & Charlie Puth    | See you again                   |
| 23 mei       | Wiz Khalifa & Charlie Puth    | See you again                   |
| 30 mei       | Wiz Khalifa & Charlie Puth    | See you again                   |
| 6 juni       | Taylor Swift & Kendrick Lamar | Bad blood                       |
| 13 juni      | Wiz Khalifa & Charlie Puth    | See you again                   |
| 20 juni      | Wiz Khalifa & Charlie Puth    | See you again                   |
| 27 juni      | OMI                           | Cheerleader (Felix Jaehn remix) |
| 4 juli       | OMI                           | Cheerleader (Felix Jaehn remix) |
| 11 juli      | OMI                           | Cheerleader (Felix Jaehn remix) |
| 18 juli      | OMI                           | Cheerleader (Felix Jaehn remix) |
| 25 juli      | OMI                           | Cheerleader (Felix Jaehn remix) |
| 1 augustus   | OMI                           | Cheerleader (Felix Jaehn remix) |
| 8 augustus   | OMI                           | Cheerleader (Felix Jaehn remix) |
| 15 augustus  | OMI                           | Cheerleader (Felix Jaehn remix) |
| 22 augustus  | OMI                           | Cheerleader (Felix Jaehn remix) |
| 29 augustus  | OMI                           | Cheerleader (Felix Jaehn remix) |
| 5 september  | OMI                           | Cheerleader (Felix Jaehn remix) |
| 12 september | The Weeknd                    | Can't feel my face              |
| 19 september | Justin Bieber                 | What do you mean?               |
| 26 september | Justin Bieber                 | What do you mean?               |
| 3 oktober    | Justin Bieber                 | What do you mean?               |
| 10 oktober   | Justin Bieber                 | What do you mean?               |
| 17 oktober   | Justin Bieber                 | What do you mean?               |
| 24 oktober   | Justin Bieber                 | What do you mean?               |
| 31 oktober   | The Weeknd                    | The hills                       |
| 7 november   | Justin Bieber                 | What do you mean?               |
| 14 november  | Adele                         | Hello                           |
| 21 november  | Adele                         | Hello                           |
| 28 november  | Adele                         | Hello                           |
| 5 december   | Adele                         | Hello                           |
| 12 december  | Adele                         | Hello                           |
| 19 december  | Adele                         | Hello                           |
| 26 december  | Adele                         | Hello                           |